# The Lost Vikings
The Lost Vikings ist ein Computerspiel des amerikanischen Spieleentwicklers Silicon & Synapse (heute: Blizzard Entertainment). Das Spiel vermischt Elemente der Genres Jump ’n’ Run, Denkspiel und Adventure. Es kam erstmals 1993 für die Spielkonsole Super Nintendo Entertainment System auf den Markt, später auch für PCs und weitere Spielkonsolen. 1996 erschien ein Nachfolger namens Norse by Norse West: The Return of the Lost Vikings.

## Beschreibung
Der erste Teil erschien im Jahre 1993, veröffentlicht unter Blizzards früherer Unternehmensbezeichnung Silicon & Synapse durch den amerikanischen Publisher Interplay Entertainment. Darin werden die drei Wikinger Erik, Baleog und Olaf aus ihrem Heimatdorf auf das Raumschiff des Außerirdischen Tomator entführt, der im Universum fremdartige Spezies sammelt, um sie in seiner Galerie auszustellen. Den Wikingern gelingt die Flucht, allerdings müssen sie sich nun durch verschiedene Welten den Weg nach Hause suchen.
Der Spieler steuert abwechselnd einen der drei Hauptcharaktere mit ihren unterschiedlichen, exklusiven Fähigkeiten, um mit allen gemeinsam das Ende der genretypisch zweidimensionalen Levels zu erreichen. Dabei verfügt Baleog über Schwert und Bogen, Olaf über einen Schild und Erik kann springen und durch Rammen brüchige Wände zum Einsturz bringen. Die Wikinger müssen stets zusammenarbeiten, um die Aufgaben und Rätsel lösen zu können. Stirbt einer von ihnen, ist der Level nicht mehr zu schaffen.

## Versionen
The Lost Vikings erschien ursprünglich für SNES und wurde anschließend auf zahlreiche weitere Plattformen portiert. Eine Neuauflage des Spiels erschien 2003 für den Game Boy Advance. 2014 stellt Blizzard eine auf modernen PCs lauffähige Version kostenfrei zur Verfügung. Das Spiel erschien (je nach System) auf Diskette, CD-ROM oder Steckmodul für die folgenden Systeme (chronologische Reihenfolge):
| System                                     | Veröffentlichungsjahr | Datenträger |
| ------------------------------------------ | --------------------- | ----------- |
| Super Nintendo Entertainment System (SNES) | 1993                  | Steckmodul  |
| Amiga                                      | 1993                  | Diskette    |
| PC                                         | 1993                  | Diskette    |
| Sega Mega Drive/Sega Genesis               | 1993                  | Steckmodul  |
| Amiga CD³²                                 | 1994                  | CD-ROM      |
| Game Boy Advance                           | 2003                  | Steckmodul  |

## Rezeption
Das Knobel-Spiel gilt für das Spiele-Magazin Gamestar als eines der besten PC-Spiele, die je erschienen sind, und ist für den Spiegel ein Klassiker.
„Wikinger-Epos mit knackigen Rätseln und sympathischen Spielfiguren. Witzig & fesselnd.“, bewertet ein SNES (Super Nintendo) Klassik-Test eines Ingo Zabrovski.
In der PC-Player-Ausgabe 8/1993 wurde The Lost Vikings mit 77 von 100 Punkten bewertet.

## Wissenswertes
- Die drei Wikinger Baleog, Erik und Olaf haben auch einen Gastauftritt in Blizzards World of Warcraft, wo sie in der Instanz Uldaman als NPCs erscheinen. Baleog gibt dabei auch eine Quest. Einen weiteren Gastauftritt in World of Warcraft gibt es auch im Ödland, wo sie den Spielcharakter auf einer Questreihe für kurze Zeit begleiten und ihn im Kampf unterstützen.
- Im Strategiespiel StarCraft II wurde ein Easter Egg versteckt, bei welchem der Spieler durch Benutzen eines Computers ein Arcade-Spiel aufrufen kann, das auf The Lost Vikings anspielt.[6]
- In Heroes of the Storm wurden die Lost Vikings als spielbarer Held eingefügt.